# Henri Verneuil
Henri Verneuil, geboren als Asjod Malakjan (Armeens: Աշոտ Հակոբի Մալաքյան, Asjod Hakobi Malakjan) (Rodosto, 15 oktober 1920 – Bagnolet, 11 januari 2002) was een Frans-Armeens filmmaker en scenarioschrijver.
Voor zijn films schreef hij heel dikwijls mee aan het scenario. In veertig jaar tijd verwezenlijkte hij 32 speelfilms waarvan de meerderheid heel succesvol was en waarvan enkelen zoals  La Vache et le Prisonnier (1959) en  Le Clan des Siciliens (1969) zich een plaats in het collectieve filmgeheugen verzekerd hebben. Hij maakte vooral populaire (tragi)komedies, thrillers en politie- en actiefilms, soms met spectaculaire achtervolgingsscènes (Le Casse, Peur sur la ville).

## Leven en werk

### Afkomst
Verneuil was de zoon van Armeense ouders en werd in Turkije geboren. In de nasleep van de Armeense Genocide ontvluchtten zijn ouders Turkije. Ze vestigden zich in Marseille. In 1985 verhaalde Verneuil zijn kindertijd in de romans Mayrig (die hij in 1992 ook verfilmde) en 588 Rue Paradis, het vervolg dat hij eveneens zou verfilmen. Met de verfilming van dit autobiografisch tweeluik sloot hij zijn regisseursloopbaan af.

### Jaren vijftig: Fernandel en internationale doorbraak metLa Vache et le Prisonnier
In de jaren vijftig maakte hij acht films met Fernandel, die toen al een bekend acteur was. De tragikomedies Le Fruit défendu (1952) en Le Mouton à cinq pattes (1954) sloegen erg aan bij het Franse publiek. Met het eveneens tragikomische La Vache et le Prisonnier, waarin Fernandel als ontsnapte oorlogsgevangene met zijn koe Marguerite een stuk Duitsland doorkruiste op weg naar huis, brak hij in 1959 internationaal door. De film werd hét kassucces van dat jaar.

### Jaren zestig: Gabin en Belmondo
In de jaren zestig bevestigde Verneuil zijn filmtalent. Steracteur Fernandel werd afgelost door Jean Gabin (vijf films) en Jean-Paul Belmondo (acht films). Hierdoor werd hij een van de filmregisseurs die de naoorlogse carrière van Gabin nieuw leven inbliezen. Meerdere van zijn films waren een commercieel succes, waaronder ambitieuze producties als Un singe en hiver (1962) en Mélodie en sous-sol (1963). Verneuil regisseerde ook Anthony Quinn in twee internationale producties. In 1969 wist hij drie supersterren van die tijd (Alain Delon, Jean Gabin en Lino Ventura) samen te brengen in de enorm succesvolle politiefilm Le Clan des Siciliens.

### Jaren zeventig: Belmondo
In de jaren zeventig ging Verneuil op zijn elan door, voornamelijk in samenwerking met Jean-Paul Belmondo die meer en meer zijn acteur fetiche werd. Met de thrillers I comme Icare (1979) en Mille milliards de dollars (1982) verwezenlijkte hij ook nog twee politiek getinte films.

### Jaren tachtig
Zijn commerciële succesreeks sloot hij in 1984 waardig af met de actiefilm Les Morfalous waarin Belmondo, precies twintig jaar na het oorlogsdrama Week-end à Zuydcoote, terugkeerde naar de Tweede Wereldoorlog.

### Jaren negentig: twee intimistische films
Met de verfilming van Mayrig (1992) en 588 rue Paradis (1993), gebaseerd op zijn autobiografisch tweeluik, beëindigde hij zijn regisseursloopbaan.

### Nominaties
Verneuil werd in 1956 genomineerd voor de Oscar voor het beste verhaal (Le Mouton à cinq pattes). In 1964 werd hij genomineerd voor een Gouden Palm op het filmfestival van Cannes (Cent mille dollars au soleil). In 1980 werd hij voor zijn thriller I... comme Icare genomineerd voor twee Césars (beste film en beste scenario). In 1996 kreeg hij een ere-César voor zijn gehele oeuvre.

## Filmografie

### Korte films
- 1947 - Escale au soleil
- 1948:
  - Cuba à Montmartre
  - Rythmes de Paris
  - Un juré bavard
- 1949:
  - À la culotte de zouave
  - À qui le bébé ?
  - Entre deux trains
  - La Kermesse aux chansons
  - Les Nouveaux Misérables
  - Trente-troisième chambre
  - Une journée avec Jacques Hélian et son orchestre
- 1950:
  - Les chansons s'envolent
  - Pipe chien
  - On demande un bandit
  - Maldonne
  - La Légende de Terre-Blanche
  - L'Art d'être courtier
- 1960: La Française et l'amour (episode L'Adultère, met Paul Meurisse, Jean-Paul Belmondo en Dany Robin)

### Lange speelfilms
- 1951 - La Table-aux-Crevés  (met Fernandel, naar de gelijknamige roman van Marcel Aymé)
- 1952 - Le Fruit défendu (met Fernandel en Françoise Arnoul, naar de roman Lettre à mon juge van Georges Simenon)
- 1952 - Brelan d'As (met Raymond Rouleau en Michel Simon, naar onder meer Georges Simenon en Stanislas-André Steeman)
- 1953 - Le Boulanger de Valorgue (met Fernandel)
- 1953 - Carnaval  (met Fernandel)
- 1953 - L'Ennemi Public nº1 (met Fernandel) en Zsa Zsa Gabor)
- 1954 - Le Mouton à cinq pattes (met Fernandel)
- 1955 - Les Amants du Tage (met Daniel Gélin en Françoise Arnoul, naar de gelijknamige roman van Joseph Kessel)
- 1955 - Des gens sans importance (met Jean Gabin en Françoise Arnoul)
- 1956 - Paris, Palace Hôtel (met Françoise Arnoul en Charles Boyer)
- 1957 - Une manche et la belle (met Mylène Demongeot en Henri Vidal, naar de roman The Sucker Punch van James Hadley Chase)
- 1958 - Maxime (met Michèle Morgan, Charles Boyer en Arletty)
- 1959 - Le Grand Chef (met Fernandel en Gino Cervi)
- 1959 - La Vache et le Prisonnier (met Fernandel)
- 1960 - L'Affaire d'une nuit (met Roger Hanin, Pierre Mondy en Pascale Petit)
- 1961 - Le Président (met Jean Gabin en Bernard Blier, naar de gelijknamige roman van Georges Simenon)[1]
- 1961 - Les Lions sont lâchés (met Claudia Cardinale, Michèle Morgan, Lino Ventura en Danielle Darrieux)
- 1962 - Un singe en hiver (met Jean Gabin en Jean-Paul Belmondo, naar de gelijknamige roman van Antoine Blondin)
- 1963 - Mélodie en sous-sol (met Alain Delon  en  Jean Gabin)
- 1964 - Cent mille dollars au soleil (met Jean-Paul Belmondo, Lino Ventura en Bernard Blier)
- 1964 - Week-end à Zuydcoote (met Jean-Paul Belmondo en Jean-Pierre Marielle, naar de gelijknamige roman van Robert Merle)
- 1967 - La Vingt-cinquième heure (The 25th Hour) (met Anthony Quinn en Serge Reggiani, naar de gelijknamige roman van Virgil Gheorghiu)
- 1968 - La Bataille de San Sebastian (The Guns for San Sebastian) (met Charles Bronson en Anthony Quinn)
- 1969 - Le Clan des Siciliens (met Alain Delon, Jean Gabin  en Lino Ventura, naar de gelijknamige roman van Auguste Le Breton)
- 1971 - Le Casse  (met Jean-Paul Belmondo en Omar Sharif, naar de roman The Burglar van David Goodis)
- 1973 - Le Serpent (met Yul Brynner, Henry Fonda, Dirk Bogarde, Philippe Noiret en Michel Bouquet)
- 1975 - Peur sur la ville (met Jean-Paul Belmondo en Charles Denner)
- 1976 - Le Corps de mon ennemi (met Jean-Paul Belmondo en Bernard Blier, naar de gelijknamige roman van Félicien Marceau)
- 1979 - I comme Icare (met Yves Montand)
- 1982 - Mille milliards de dollars (met Patrick Dewaere en Charles Denner)
- 1984 - Les Morfalous (met Jean-Paul Belmondo)
- 1992 - Mayrig (Mother) (met Claudia Cardinale en Omar Sharif, naar zijn eigen roman)
- 1993 - 588 rue Paradis (met Claudia Cardinale en Omar Sharif, naar zijn eigen roman)

- Bibsys: 6041389
- Biblioteca Nacional de España: XX1080819
- Bibliothèque nationale de France: cb139008141 (data)
- Gemeinsame Normdatei: 118841815
- International Standard Name Identifier: 0000 0000 8185 1261
- Library of Congress Control Number: n85319470
- Nationale Bibliotheek van Tsjechië: xx0162417
- Nationale Bibliotheek van Israël: 987007374321705171
- Nationale Bibliotheek van Polen: a0000002985700
- Nederlandse Thesaurus van Auteursnamen: 070922071
- Istituto Centrale per il Catalogo Unico: UBOV548461
- SNAC: w6tn0035
- Système universitaire de documentation: 027403157
- Virtual International Authority File: 116333103
- WorldCat: E39PBJppB3Rm6jQxrxpGT8TPwC